# Стан (Мирна)
Стан (словен. Stan) — поселення в общині Мирна, регіон Південно-Східна Словенія, Словенія.